# Vali Myers
Vali Mayers est une artiste australienne du XXe siècle (née le 2 août 1930 et morte le 12 février 2003), à la personnalité exubérante.

## Biographie
Le photographe hollandais Ed van der Elsken réalisa des portraits d'elle.
Elle incarne Ann, l'héroïne du récit photographique Love on the left Bank de ce dernier.